# Green room

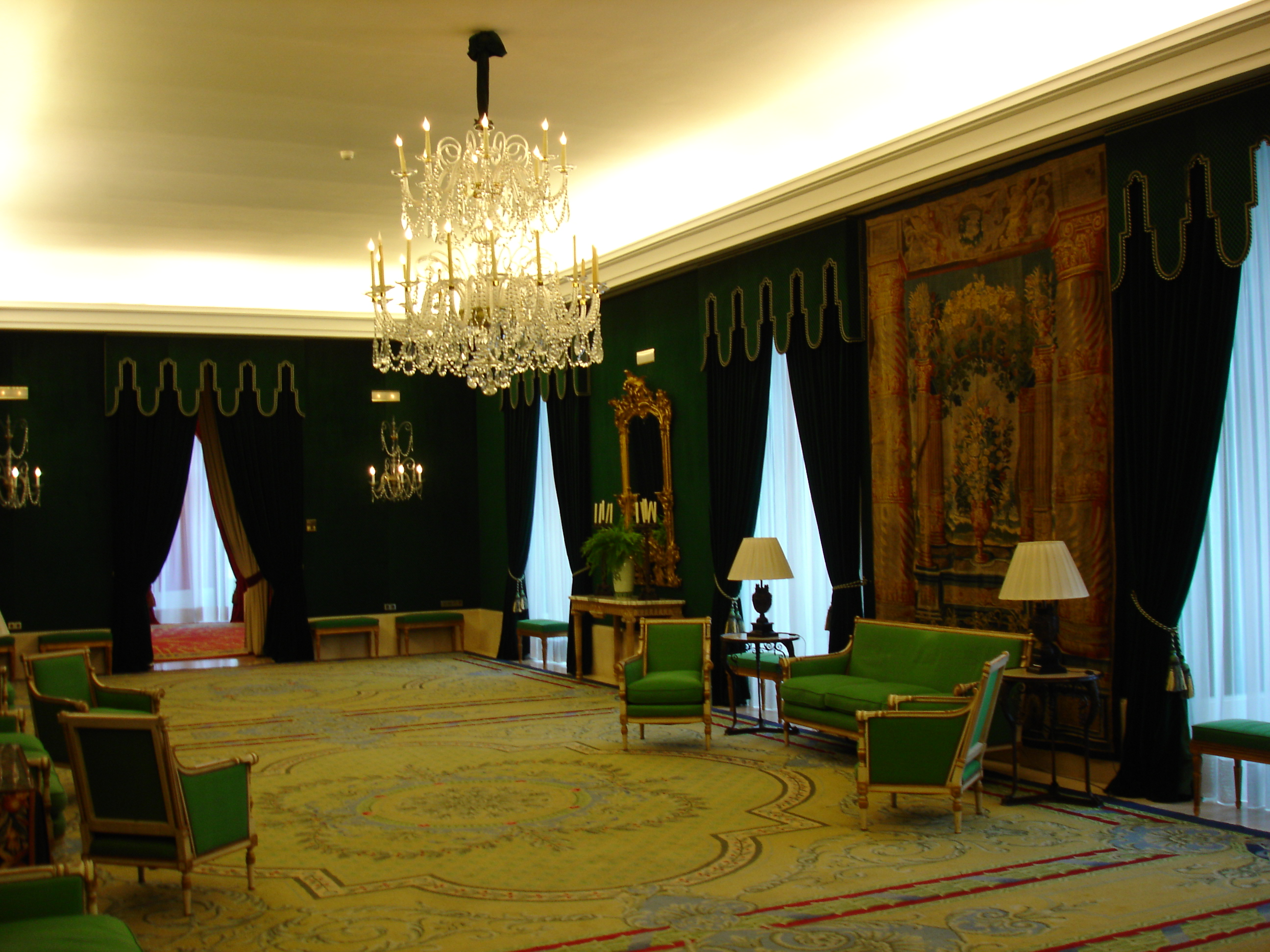
Salón Verde del Teatro Real de Madrid, de cortinas y sillones de tal color.

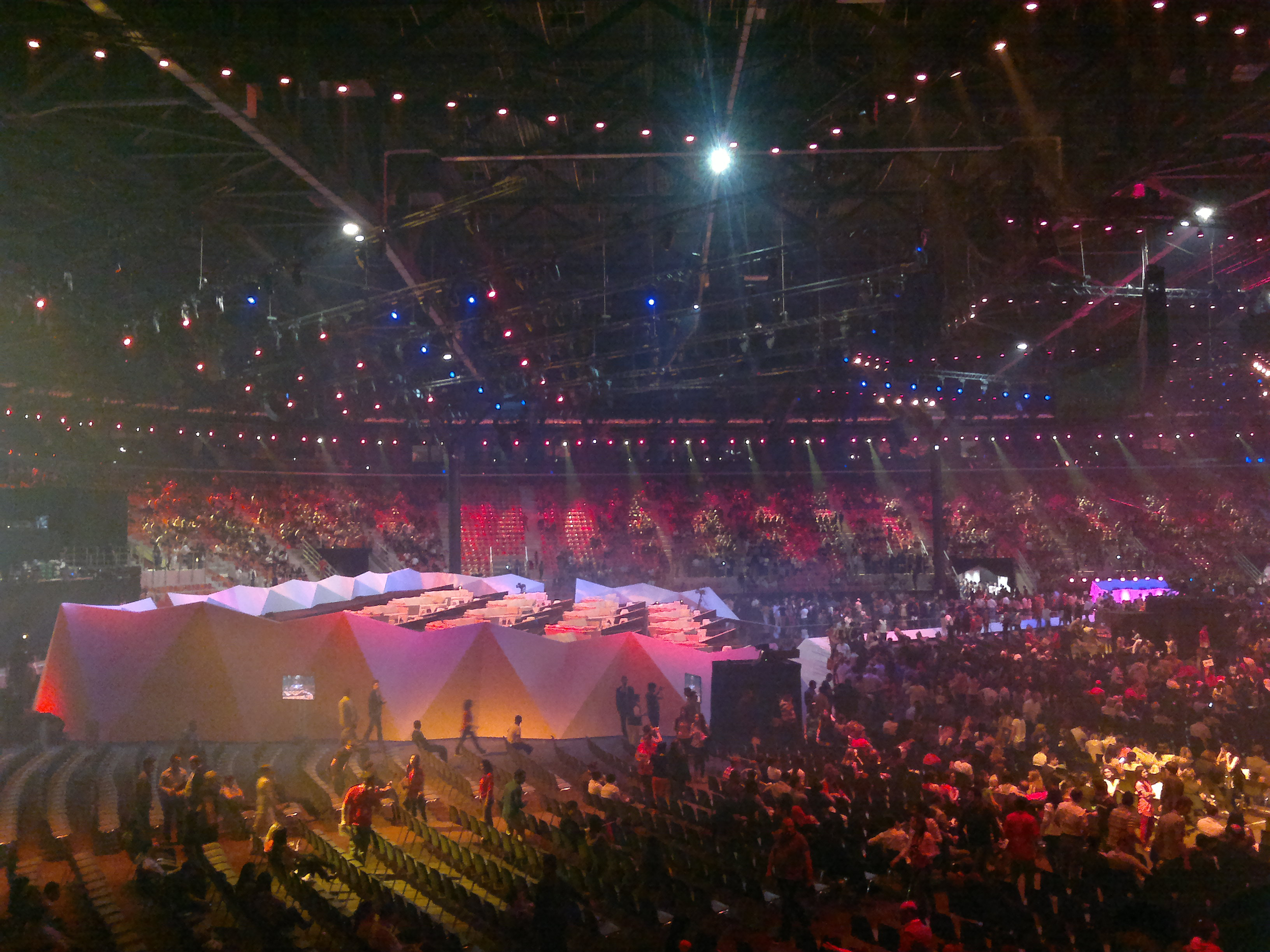
Green room del Festival de la Canción de Eurovisión 2012

En el mundo del espectáculo, la green room es el espacio en un lugar de teatro, estudio o similar, que tiene capacidad para artistas aún no requeridos en el escenario. Las funciones de la sala son como las de una sala de espera para los artistas antes, después y durante el espectáculo cuando no están involucrados en el escenario.
El origen del término es a menudo atribuido a que esas salas históricamente estaban pintadas de verde, sin embargo, las green rooms actuales pueden llevar cualquier tipo de color.